# البدور الزاهرة في القراءات العشر المتواترة (كتاب)
كتاب البدور الزاهرة في القراءات العشر المتواترة، هو كتاب لعبد الفتاح بن عبدالغني بن محمد القاضي (ت: 1403ه) في علم القراءات، فهو كتاب يتحدث عن القراءات العشرة للقرآن الكريم من طريقي الدرة والشاطبية، وهما متنان منظومتان للقراءات، الشاطبية للقاسم بن فيرة الشاطبي، والدرة لابن الجزري.
تكلم المؤلف عن الموضوع العام للكتاب فقال: «لما رأيت حاجة طلاب المرحلة الأولى من معهد القراءات ماسة إلى كتاب يجمع ما في الشاطبية والدرة من القراءات، وضعت هذا الكتاب، وضمنته القراءات العشر من طريقي التيسير والتحبير، والشاطبية والدرة».

## الموضوع العام للكتاب
تكلم المؤلف عن الموضوع العام للكتاب فقال: «لما رأيت حاجة طلاب المرحلة الأولى من معهد القراءات ماسة إلى كتاب يجمع ما في الشاطبية والدرة من القراءات، وضعت هذا الكتاب، وضمنته القراءات العشر من طريقي التيسير والتحبير، والشاطبية والدرة» 
فهو كتاب يتحدث عن القراءات العشرة للقرآن الكريم من طريقي الدرة والشاطبية، وهما متنان منظومتان للقراءات، الشاطبية للقاسم بن فيرة الشاطبي، والدرة لابن الجزري.

## منهجه في الكتاب
1. أنه ربَّع القرآن الكريم، فذكر كل ربع وما فيه من قراءات ثم الربع الآخر.
2. كان يذكر في الربع جميع القراءات الواردة في كلماتها، سواء كانت أصولا أو فرشا.
3. إذا انتهى من ذكر الأصول والفرش في ربع القرآن قال: «الممال» ويقصد به كل الكلمات التي وردت فيها إمالة في هذا الربع.
4. بعد الفراغ من الكلمات الممالة يبدأ بالمدغم، وهو قسمان: إدغام صغير يبدأ به فيذكر ما احتواه الربع من هذا القسم فيحصر الكلمات ثم يبين من يظهرها ويدغمها من القراء، والقسم الثاني، هو: الإدغام الكبير، وهذا النوع ينفرد به السوسي فلا ينبه عليه، إلا إذا وافقه في بعض الكلمات أحد القراء العشرة فإنه ينبه عليه.
5. أحيانا لا يذكر القراءة في الكلمة لأنها تكررت كثيرا فيكتفي بقوله: واضح، أو جلي، أو لا يخفى.

## محتويات الكتاب
- مقدمة: بدأ الكتاب بمقدمة ذكر فيها المبادئ العشرة لعلم القراءات.
- باب: القراء العشرة ورواتهم وطرقهم، ذكر فيه القراء العشرة، والطرق والقراءة والرواية والفرق بينها.
- باب الاستعاذة.
- باب البسملة.
- سور القرآن الكريم، وفيه القراءات من أول القرآن إلى آخره.

## مصطلحات المؤلف
لا شك أن لكل مؤلف في القراءات مصطلحا خاصا به، أو مصطلحا يعتمد عليه من خلال المنظومة التي يشرحها، والمصطلحات التي اعتمدها مؤلف البدور الزاهرة ذكرها فقال: "إذا قلت: المدنيان، فالمراد نافع وأبو جعفر، وإذا قلت: البصريان فالمراد أبو عمرو ويعقوب، وإذا قلت: الأخوان فالمراد حمزة والكسائي، وإذا قلت الكوفيون فالمراد عاصم وحمزة والكسائي وخلف، وإذا قلت الأصحاب فالمراد حمزة والكسائي وخلف، وإذا وافق خلف في اختياره حمزة لا أقيده، وإذا خالفه قيدته بقولي في اختياره أو عن نفسه أو العاشر؛ خوفا من اللبس أما في روايته عن حمزة فلابد من تقييده بقولي: قرأ أو روى خلف عن حمزة وإذا اختلفت رواية الدوري عن أبي عمرو عن روايته عن الكسائي قيدته بقولي دوري أبي عمرو أو دوري الكسائي كقولي في الكلام على الممال: الناس بالإمالة لدوري أبي عمرو أو لدوري البصري، ورؤياك لدوري الكسائي خوفا من اللبس أيضا، أما إذا اتفقت روايته عن أبي عمرو مع روايته عن الكسائي، وذلك إذا ذكر معطوفا على أبي عمرو فلا أقيده كقولي في الممال "الكافرين" للبصري والدوري لأمن اللبس حينئذ لأن عطفه على البصري دليل على أن المراد به دوري الكسائي. كذلك لا أقيده إذا كانت له روايتان مختلفتان عن أبي عمرو كقولي في المدغم "نغفر لكم" للبصري بخلف عن الدوري، لوضوح المراد به حينئذ وهو دوري أبي عمرو.
وإذا قلت: في بيان المدغم وقد وافقه على إدغام كذا من الكلمات فلان فمرجع الضمير في وافقه يعود على الإمام السوسي لأنه أصبح من البدهيات عند المشتغلين بهذا الفن أن صاحب الإدغام والأصل فيه هو السوسي. والله تعالى أعلم".

## بين البدور الزاهرة للأنصاري والبدور الزاهرة للقاضي
هناك كتاب آخر بعنوان: «البدور الزاهرة في القراءات العشر المتواترة» للمؤلف: أبي حفص سراج الدين عمر بن زين الدين قاسم بن محمد بن علي الأنصاري النشار (ت: 927هـ)، والكتاب في نفس موضوع كتابنا في القراءات إلا أنه يسبق كتابنا المعرف به.

## طبعات الكتاب
1. طبع في دار الكتاب العربي، بيروت-لبنان.
2. طبعة دار الغوثاني للدراسات القرآنية، إشراف ومراجعة: أ.د. عبد العزيز بن عبد الفتاح القارئ.
3. طبعة دار السلام، بتحقيق صبري رجب كريم، سنة الطبع: 2017م.
4. طبعة دار الكتب العلمية، باعتناء عبد الله محمود عمر.